# Majorna-Linné
Majorna-Linné foi uma das freguesias administrativas da cidade sueca de Gotemburgo no período de 2011 a 2020.
As "freguesias administrativas" cessaram de existir em 1 de janeiro de 2021, tendo as suas funções sido centralizadas em 6 "administrações municipais" (fackförvaltningar).

Tinha 64 350 habitantes (2019) e uma área de 11,4 km2. 
Abrangia os bairros de Kungsladugård, Sanna, Majorna, Stigberget, Masthugget, Änggården, Haga, Annedal e Olivedal.
Era a freguesia administrativa com maior população da cidade. Dispunha de 37 400 habitações, das quais 60% apartamentos de aluguer e 6% vivendas.

## Infraestrutura
A freguesia tinha oito escolas básicas (Kungsladugård, Nordhem, Karl Johan, Oscar Fredrik, Fjäll, Sanna, Haga, Annedal), a Biblioteca pública de Linéstaden, o centro recreativo de Majkens e o centro para idosos Allégården.

## Galeria

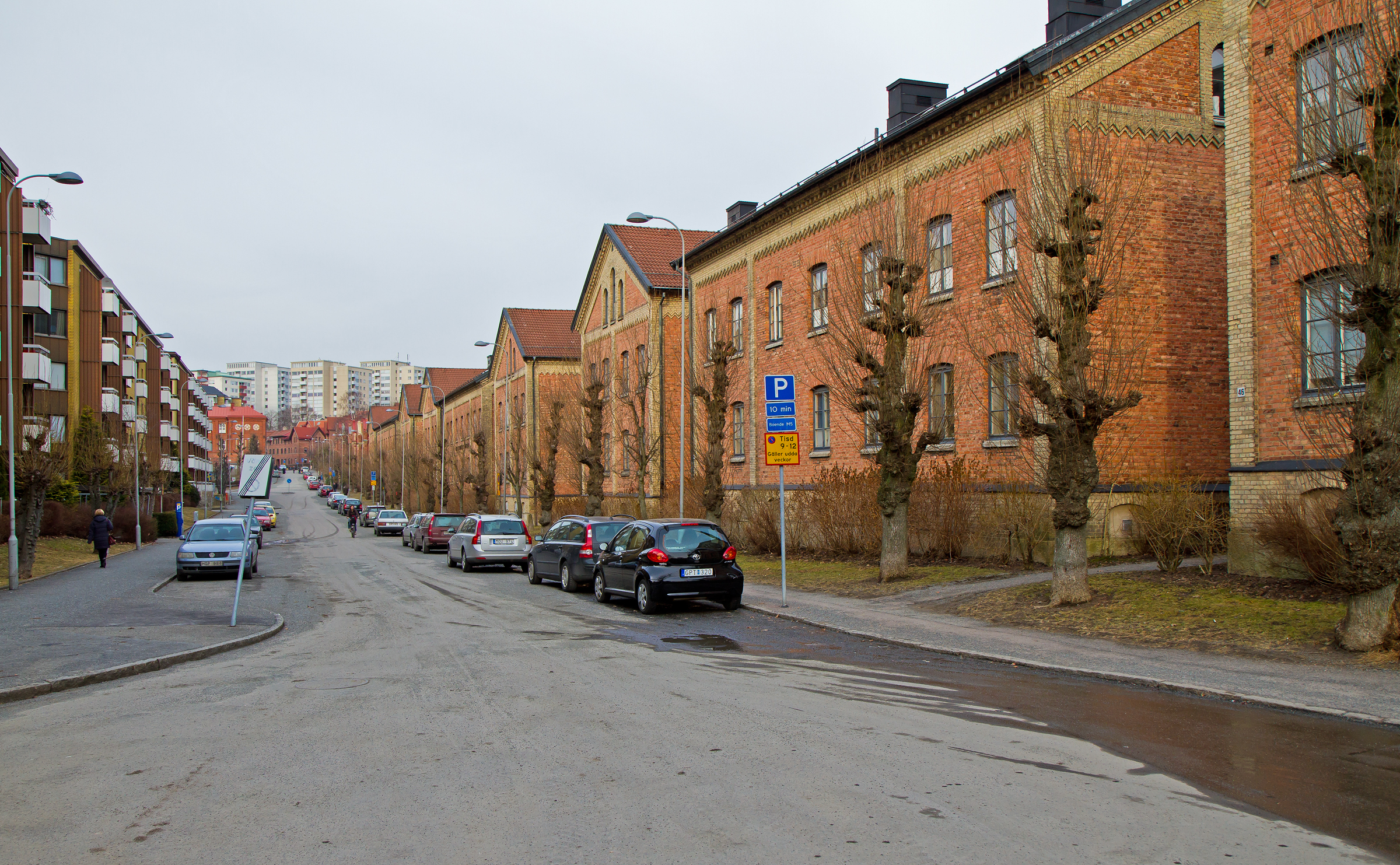
A rua Carl-Grimbergsgatan em Annedal
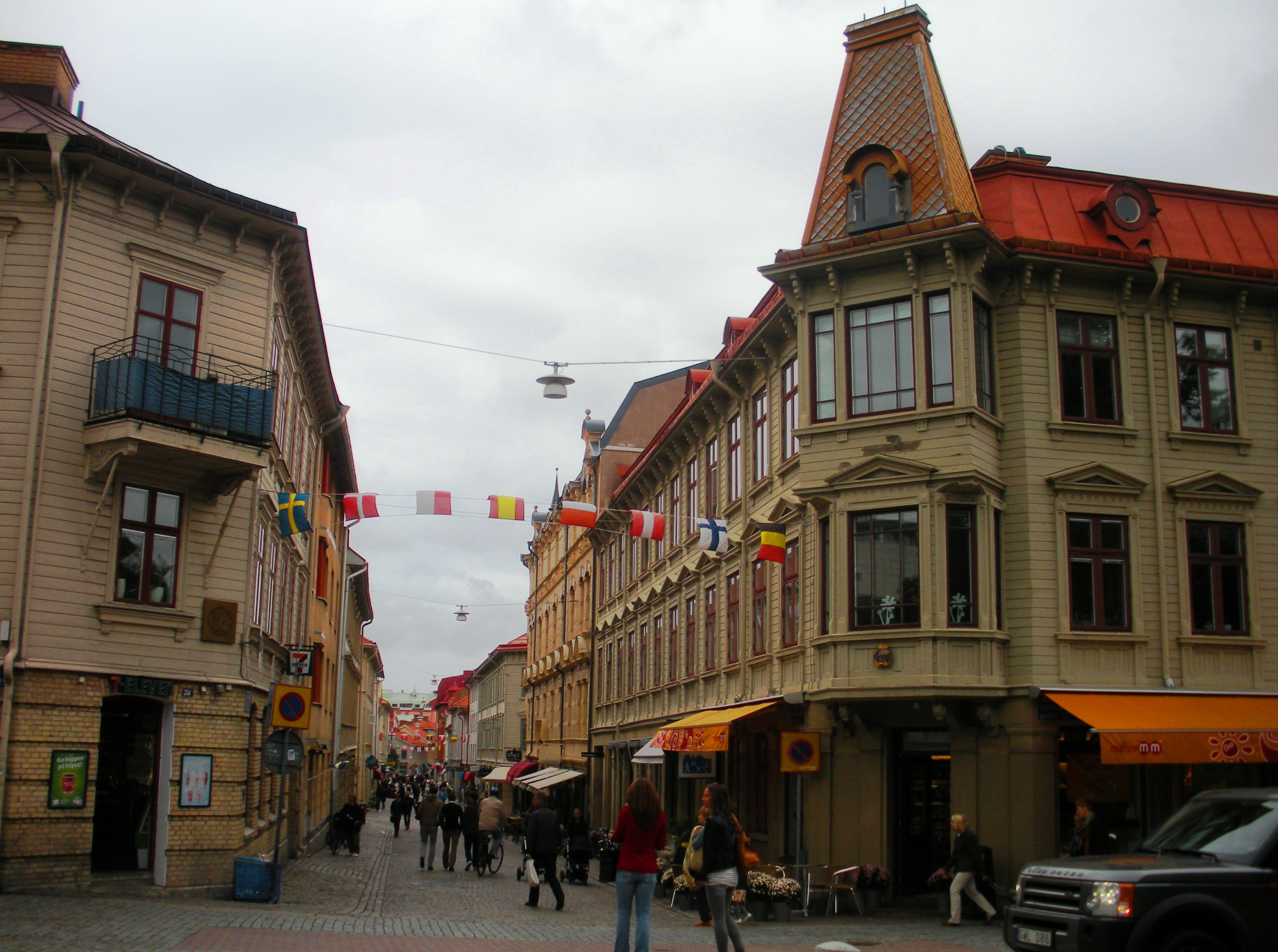
A rua Haga Nygata em Haga
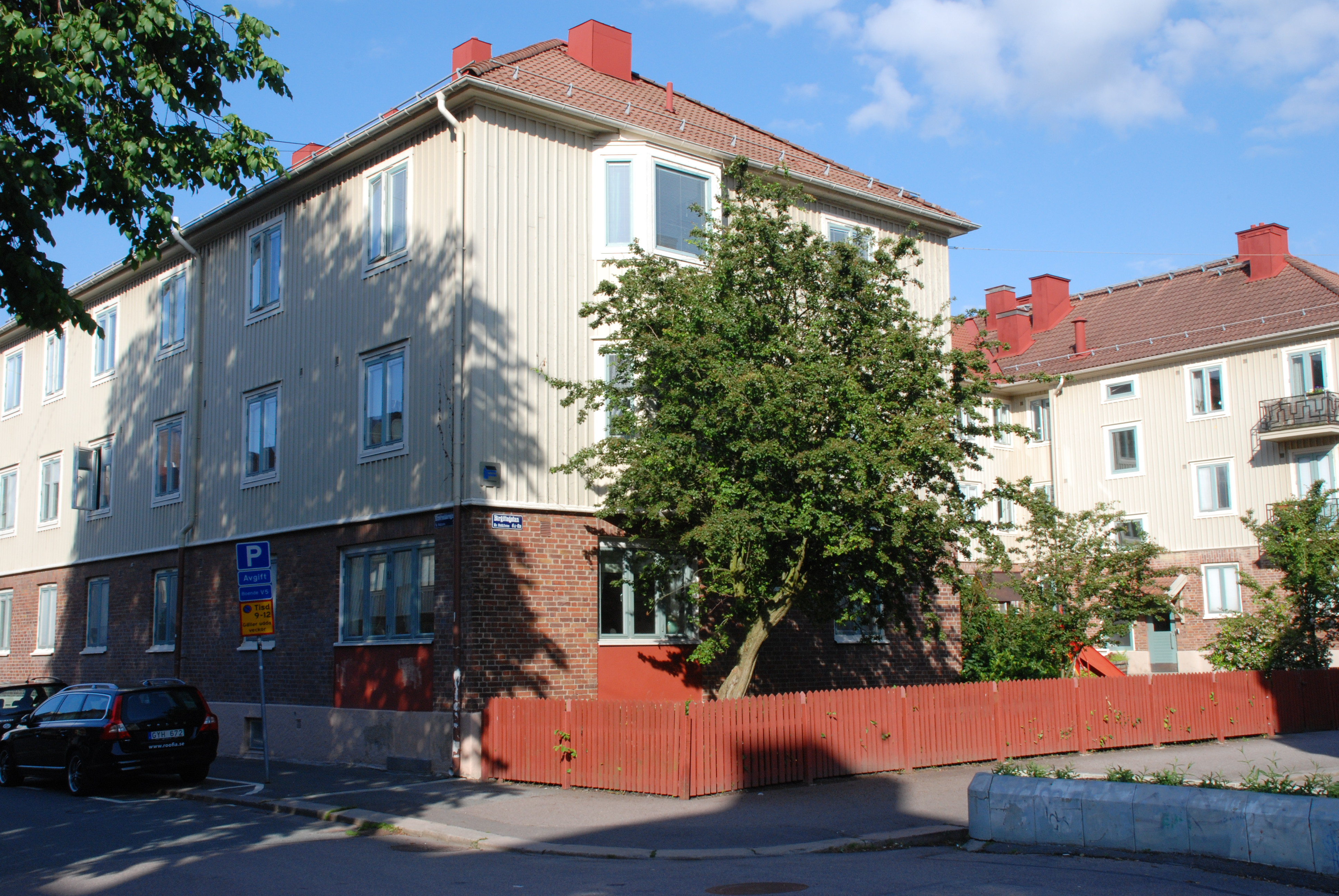
Casa típica de Kungsladugård
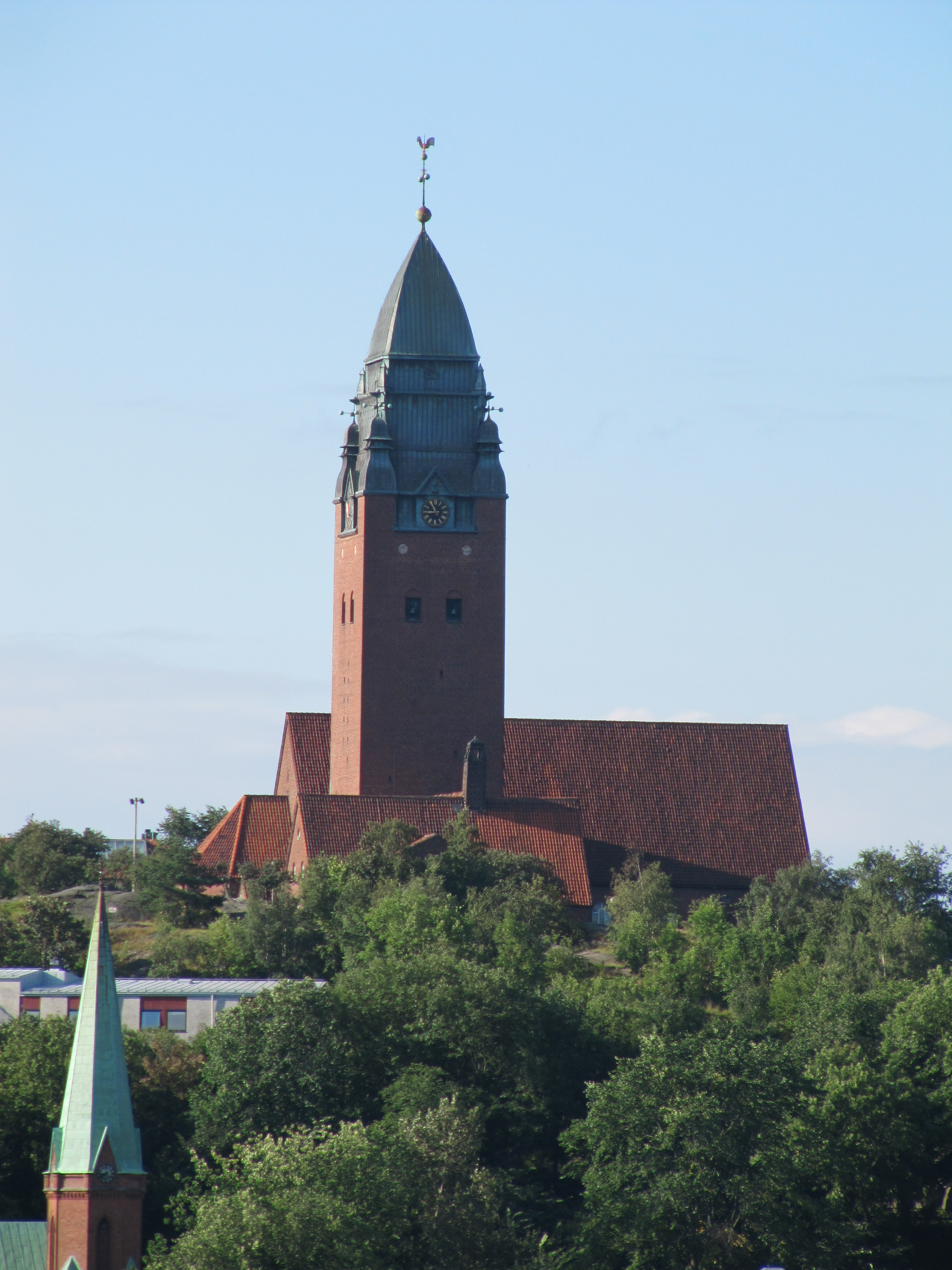
A igreja de Masthugget
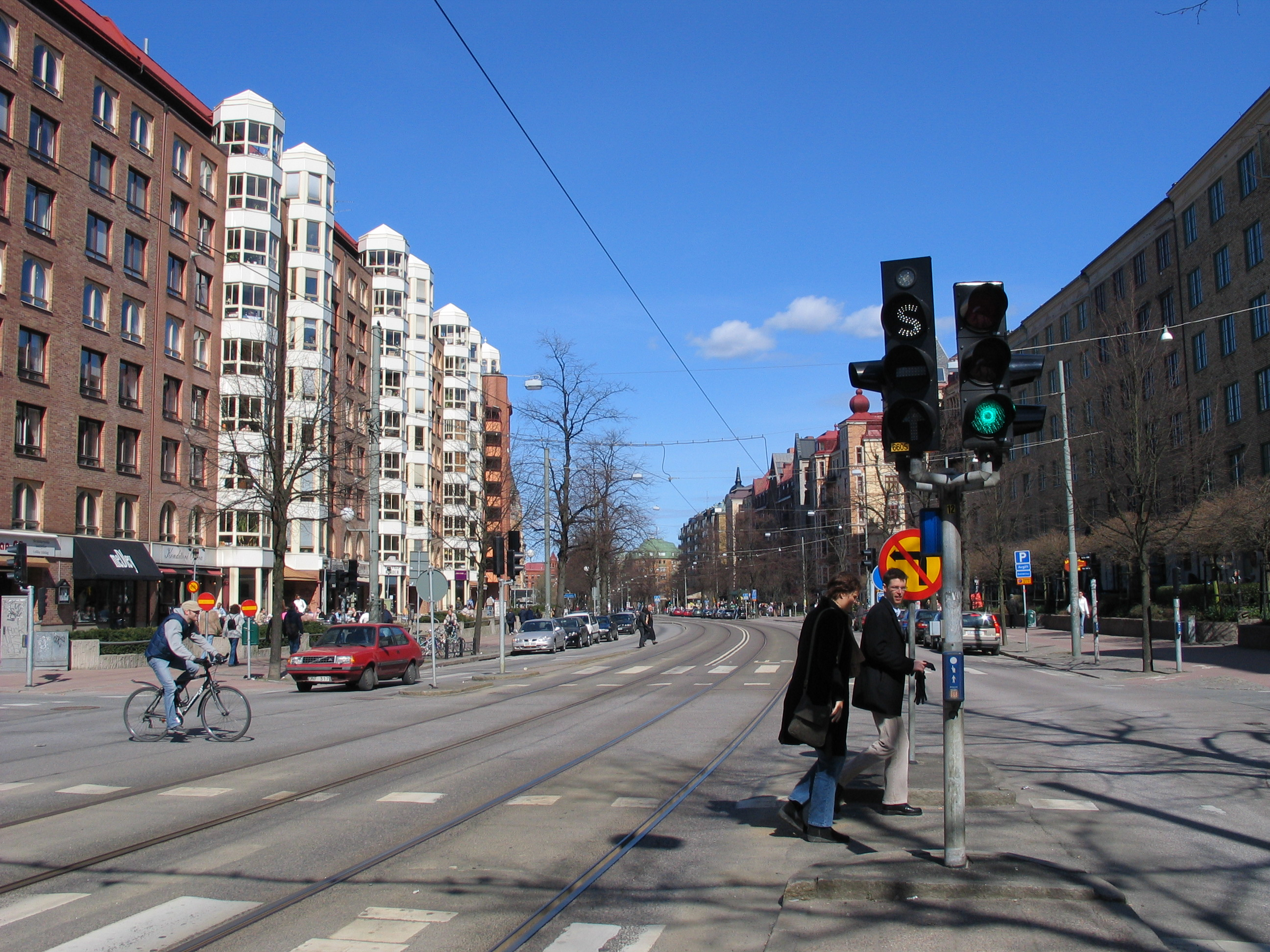
A rua Linnégatan na primavera
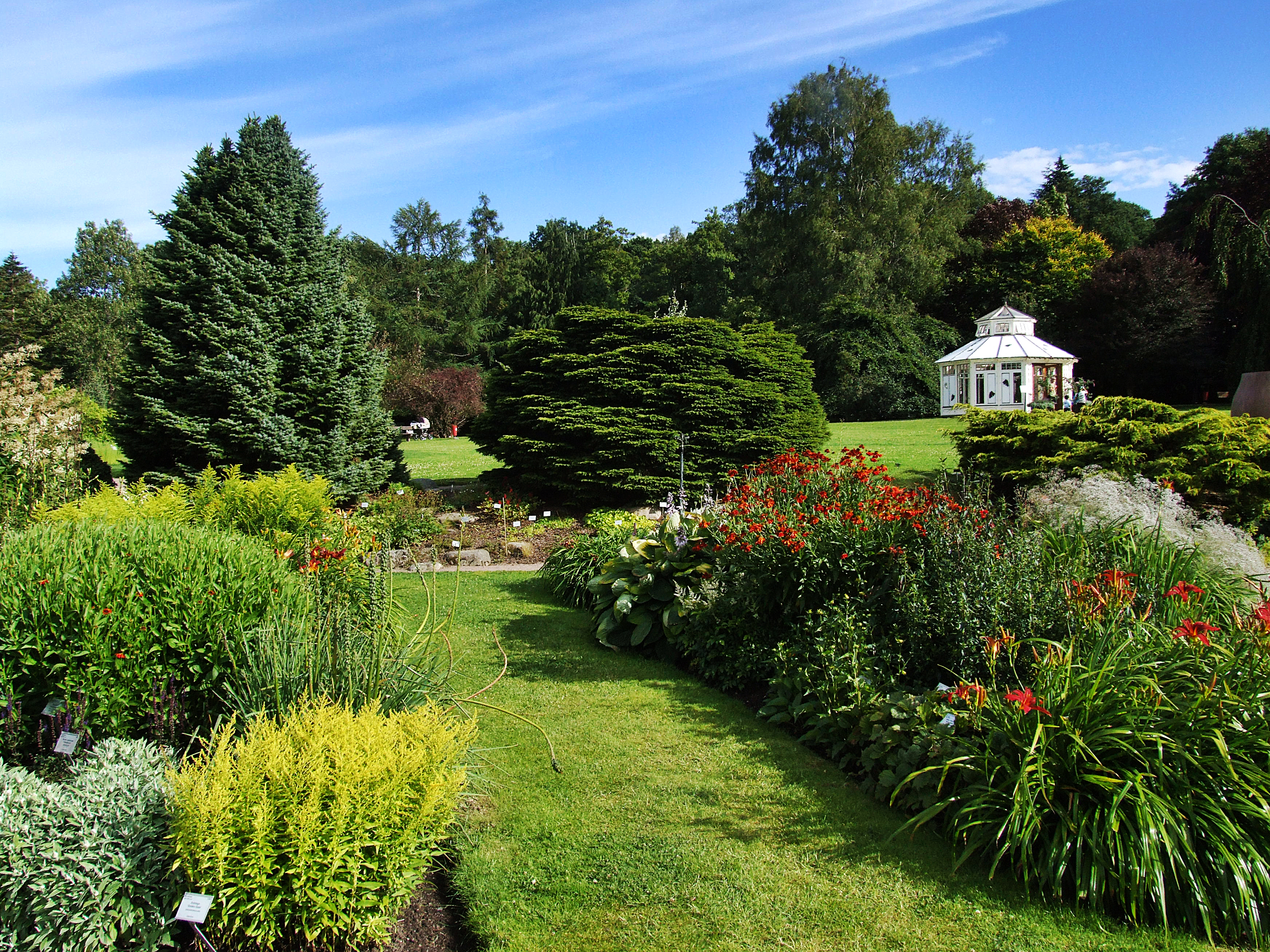
O Jardim Botânico de Gotemburgo em Änggården